# Léontine Stevens
Léontine Stevens, född 12 augusti 1907, död 16 oktober 1998, var en friidrottare från Belgien. Hon deltog vid olympiska sommarspelen 1928.